# Okręg Libourne
Okręg Libourne (fr. Arrondissement de Libourne) – okręg w południowo-zachodniej Francji. Populacja wynosi 143 tysiące.

## Podział administracyjny
W skład okręgu wchodzą następujące kantony:
- Branne,
- Castillon-la-Bataille,
- Coutras,
- Fronsac,
- Guîtres,
- Libourne,
- Lussac,
- Pujols,
- Sainte-Foy-la-Grande.